# Finale de la Coupe de la Ligue française de football 2015-2016
La finale de la Coupe de la Ligue 2016 était la 22e finale de la Coupe de la Ligue, une compétition de football à élimination directe, organisée par la Ligue de football professionnel (LFP), qui rassemble uniquement les clubs français professionnels.. La finale a eu lieu le 23 avril 2016 au Stade de France à Saint-Denis et a été remportée par le champion en titre, le Paris Saint-Germain contre Lille.

## Contexte
Le Paris Saint-Germain est le double tenant du titre, après avoir remporté un cinquième titre contre Bastia (4-0) lors de l'édition précédente.
Lille n'avait jamais atteint la finale avant celle-ci.

## Le match
| Finale de la Coupe de la Ligue 2015-2016 | Paris Saint-Germain Football Club | 2–1 | LOSC Lille | Stade de France, Saint-Denis                                       |                                                                    |
| 23 avril 2016 21:00                      | Pastore 40e · Di María 75e        | (–) | Sidibé 49e | Spectateurs : 68 640 Diffuseur : France 2 Arbitrage : Ruddy Buquet | Spectateurs : 68 640 Diffuseur : France 2 Arbitrage : Ruddy Buquet |
| 23 avril 2016 21:00                      | Aurier 18e · Rabiot 46e, 69e      |     | Amadou 69e | Spectateurs : 68 640 Diffuseur : France 2 Arbitrage : Ruddy Buquet | Spectateurs : 68 640 Diffuseur : France 2 Arbitrage : Ruddy Buquet |